# Arturo De Vecchi
Arturo De Vecchi, född 30 april 1898 i Messina, död 6 januari 1988, var en italiensk fäktare.
Han blev olympisk silvermedaljör i sabel vid sommarspelen 1932 i Los Angeles.